# Округ Бракстон (Западна Вирџинија)
Бракстон (енгл. Braxton County) је округ у америчкој савезној држави Западна Вирџинија.

## Демографија
По попису из 2010. године број становника је 14.523, што је 179 (-1,2%) становника мање него 2000. године.
| Група             | 2000.          | 2010.          |
| Белци             | 14.353 (97,6%) | 14.206 (97,8%) |
| Афроамериканци    | 101 (0,7%)     | 59 (0,4%)      |
| Азијати           | 16 (0,1%)      | 25 (0,2%)      |
| Хиспаноамериканци | 65 (0,4%)      | 67 (0,5%)      |
| Укупно            | 14.702         | 14.523         |